# Pyramide carrée allongée
La Pyramide carrée allongée est une figure géométrique faisant partie des solides de Johnson (J8). 
Comme son nom le suggère, elle peut être obtenu par l'allongement d'une pyramide carrée (J1) par insertion d'un cube à sa base carrée.
Les 92 solides de Johnson furent nommés et décrits par Norman Johnson en 1966.